# Билгарово
Би́лгарово (болг. Българово) — місто в Бургаській області Болгарії. Входить до складу громади Бургас.

## Населення
За даними перепису населення 2011 року у місті проживали 1695 осіб.
Національний склад населення міста:
| Національність   | Кількість осіб | Відсоток |
| ---------------- | -------------- | -------- |
| болгари          | 1177           | 97,4%    |
| цигани           | 6              | 0,5%     |
| турки            | 5              | 0,4%     |
| Всього відповіли | 1208           |          |

Розподіл населення за віком у 2011 році:
Динаміка населення: